# Deštné v Orlických horách
Deštné v Orlických horách (Duits: Deschnei) is een Tsjechische gemeente in de regio Hradec Králové, en maakt deel uit van het district Rychnov nad Kněžnou.
Deštné v Orlických horách telt 625 inwoners.
Albrechtice nad Orlicí ·
Bačetín ·
Bartošovice v Orlických horách ·
Bílý Újezd ·
Bohdašín ·
Bolehošť ·
Borohrádek ·
Borovnice ·
Bystré ·
Byzhradec ·
Častolovice ·
Čermná nad Orlicí ·
Černíkovice ·
České Meziříčí ·
Čestice ·
Deštné v Orlických horách ·
Dobré ·
Dobruška ·
Dobřany ·
Doudleby nad Orlicí ·
Hřibiny-Ledská ·
Chleny ·
Chlístov ·
Jahodov ·
Janov ·
Javornice ·
Kostelec nad Orlicí ·
Kostelecké Horky ·
Kounov ·
Králova Lhota ·
Krchleby ·
Kvasiny ·
Lhoty u Potštejna ·
Libel ·
Liberk ·
Lično ·
Lípa nad Orlicí ·
Lukavice ·
Lupenice ·
Mokré ·
Nová Ves ·
Očelice ·
Ohnišov ·
Olešnice ·
Olešnice v Orlických horách ·
Opočno ·
Orlické Záhoří ·
Osečnice ·
Pěčín ·
Podbřezí ·
Pohoří ·
Polom ·
Potštejn ·
Proruby ·
Přepychy ·
Rohenice ·
Rokytnice v Orlických horách ·
Rybná nad Zdobnicí ·
Rychnov nad Kněžnou ·
Říčky v Orlických horách ·
Sedloňov ·
Semechnice ·
Skuhrov nad Bělou ·
Slatina nad Zdobnicí ·
Sněžné ·
Solnice ·
Svídnice ·
Synkov-Slemeno ·
Trnov ·
Třebešov ·
Tutleky ·
Týniště nad Orlicí ·
Val ·
Vamberk ·
Voděrady ·
Vrbice ·
Záměl ·
Zdelov ·
Zdobnice ·
Žďár nad Orlicí